# Liste du patrimoine mondial en Éthiopie
Cet article recense les sites inscrits au patrimoine mondial en Éthiopie.

## Statistiques
L'Éthiopie ratifie la Convention pour la protection du patrimoine mondial, culturel et naturel le 6 juillet 1977. Les premiers sites protégés sont inscrits en 1978. Le pays compte deux mandants au Comité du patrimoine mondial : de 2009 à 2013, et de 2019 à 2023.
En 2024, l'Éthiopie compte 12 sites inscrits au patrimoine mondial, 10 culturels et 2 naturels. 
Le pays a également soumis 3 sites à la liste indicative, 1 culturel et 2 mixtes.

## Listes

### Patrimoine mondial
Les sites suivants sont inscrits au patrimoine mondial :
| Id.  | Site | Région | Année | Superficie (ha) | Critères et notes                               | Coordonnées                          | Illus. |
| ---- | --- | ------ | ----- | --------------- | ----------------------------------------------- | ------------------------------------ | ------ |
| 15   | Axoum | Tigré  | 1980  |                 | Culturel, (i), (iv)                             | 14° 07′ 48″ nord, 38° 43′ 08″ est    |        |
| 10   | Basse vallée de l'Aouache                                                                                       | Afar   | 1980  |                 | Culturel, (ii), (iii), (iv)                     | 11° 06′ 00″ nord, 40° 34′ 44″ est    |        |
| 17   | Basse vallée de l'Omo                                                                                           | SNNPR  | 1980  |                 | Culturel, (iii), (iv)                           | 4° 48′ 00″ nord, 35° 58′ 01″ est     |        |
| 18   | Églises creusées dans le roc de Lalibela                                                                        | Amhara | 1978  |                 | Culturel, (i), (ii), (iii)                      | 12° 01′ 44″ nord, 39° 02′ 24″ est    |        |
| 19   | Fasil Ghebi | Amhara | 1979  |                 | Culturel, (ii), (iii)                           | 12° 36′ 25″ nord, 37° 27′ 58″ est    |        |
| 1189 | Harar Jugol, la ville historique fortifiée                                                                      | Harar  | 2006  | 48              | Culturel, (ii), (iii), (iv), (v)                | 9° 18′ 32″ nord, 42° 08′ 17″ est     |        |
| 13   | Melka Kontouré et Balchit : sites archéologiques et paléontologiques de la région des hauts plateaux d'Éthiopie | Oromia | 2024  |                 | Culturel, (iii), (iv), (v)                      | 8° 42′ 12,5″ nord, 38° 35′ 56,7″ est |        |
| 1641 | Le paysage culturel du pays gedeo                                                                               | SNNPR  | 2023  | 29 620          | Culturel, (iii), (v)                            | 6° 14′ 56″ nord, 38° 17′ 16″ est     |        |
| 111  | Parc national des monts Balé                                                                                    | Oromia | 2023  | 215 000         | Naturel, (vii), (x)                             | 6° 49′ 30″ nord, 39° 42′ 32″ est     |        |
| 9    | Parc national du Simien                                                                                         | Amhara | 1978  | 13 600          | Naturel, (vii), (x) En péril entre 1996 et 2017 | 13° 10′ 59″ nord, 38° 04′ 01″ est    |        |
| 1333 | Paysage culturel du pays Konso                                                                                  | SNNPR  | 2011  | 23 000          | Culturel, (iii), (v)                            | 5° 18′ nord, 37° 24′ est             |        |
| 12   | Tiya | SNNPR  | 1980  |                 | Culturel, (i), (iv)                             | 8° 26′ 06″ nord, 38° 36′ 43″ est     |        |

### Liste indicative
Les sites suivants sont inscrits sur la liste indicative.
| Site                                                          | Région | Type                                  | Date | Lien | Notes | Coordonnées                                                                                           | Illus. |
| ------------------------------------------------------------- | ------ | ------------------------------------- | ---- | ---- | --- | --- | ------ |
| Site religieux, culturel et historique de Dirre Sheik Hussein | Oromia | Culturel (ii), (iii), (iv), (vi)      | 2011 | 5649 | Inscrit sous le nom « Dirre Sheik Hussein Religious, Cultural and Historical Site »                                                                                             | 8° 19′ 59″ nord, 41° 00′ 00″ est                                                                      |        |
| Holqa Sof Omar : patrimoine naturel et culturel               | Oromia | Mixte (iii), (v), (vi), (vii), (viii) | 2011 | 5651 | Inscrit sous le nom « Holqa Sof Omar: Natural and Cultural Heritage (Sof Omar: Caves of Mystery »                                                                               | 6° 54′ nord, 40° 45′ est                                                                              |        |
| Paysages sacrés du Tigré                                      | Tigré  | Culturel (ii), (iii), (iv), (v), (vi) | 2018 | 6301 | Inscrit sous le nom « Sacred Landscapes of Tigray », le site comprend trois paysages culturels : - Paysage sacré du Gheralta - Paysage sacré du Tembien - Paysage sacré d'Atsbi | 13° 51′ 07″ nord, 39° 32′ 02″ est 13° 33′ 18″ nord, 39° 13′ 44″ est 13° 49′ 01″ nord, 39° 42′ 07″ est |        |
| Le patrimoine culturel de Yeha                                | Tigré  | Culturel (i), (ii), (iii), (iv)       | 2020 | 6477 | Inscrit sous le nom « The Cultural Heritage of Yeha » | 14° 16′ 41″ nord, 39° 01′ 00″ est                                                                     |        |